# Liste der Pfarren im Dekanat Zams
Das Dekanat Zams ist ein Dekanat der römisch-katholischen Diözese Innsbruck.

## Pfarren mit Kirchengebäuden
| Pfarre                    | Seelsorgeraum                                                                           | Patrozinium                         | Kirchengebäude | Bild |
| ------------------------- | --------------------------------------------------------------------------------------- | ----------------------------------- | --- | ---- |
| Flirsch                   | Oberes Stanzertal (St. Anton – St. Christoph – St. Jakob – Schnann – Flirsch – Pettneu) | Hl. Bartholomäus                    | Pfarrkirche Flirsch                                                                                                  |      |
| Galtür                    | Oberes Paznaun (Galtür – Ischgl – Mathon)                                               | Mariä Geburt                        | Pfarrkirche Galtür                                                                                                   |      |
| Grins                     |                                                                                         | Hl. Nikolaus                        | Pfarrkirche Grins |      |
| Ischgl                    | Oberes Paznaun (Galtür – Ischgl – Mathon)                                               | Hl. Nikolaus                        | Pfarrkirche Ischgl Expositurkirche Mathon, Kalvarienberg Ischgl, Kapelle hl. Blasius zu den 14 Nothelfern in Paznaun |      |
| Kappl                     |                                                                                         | Hl. Antonius Eremit                 | Pfarrkirche Kappl |      |
| Landeck-Maria Himmelfahrt |                                                                                         | Unsere Liebe Frau Mariä Himmelfahrt | Pfarrkirche Landeck-Mariä Himmelfahrt                                                                                |      |
| Landeck-Perjen            |                                                                                         | Unsere Liebe Frau Mariahilf         | Pfarrkirche Landeck-Perjen                                                                                           |      |
| Landeck-St. Josef         |                                                                                         | Hl. Josef                           | Pfarrkirche Landeck-St. Josef                                                                                        |      |
| Langesthei                |                                                                                         | Hl. Hieronymus                      | Pfarrkirche Langesthei                                                                                               |      |
| Pettneu                   | Oberes Stanzertal (St. Anton – St. Christoph – St. Jakob – Schnann – Flirsch – Pettneu) | Mariä Himmelfahrt                   | Pfarrkirche Pettneu                                                                                                  |      |
| Pians                     |                                                                                         | Dreifaltigkeit                      | Pfarrkirche Pians |      |
| St. Anton am Arlberg      | Oberes Stanzertal (St. Anton – St. Christoph – St. Jakob – Schnann – Flirsch – Pettneu) | Hl. Antonius                        | Pfarrkirche St. Anton am Arlberg Kaplaneikirche St. Christoph am Arlberg                                             |      |
| St. Jakob am Arlberg      | Oberes Stanzertal (St. Anton – St. Christoph – St. Jakob – Schnann – Flirsch – Pettneu) | Jakobus der Ältere                  | Pfarrkirche St. Jakob am Arlberg                                                                                     |      |
| Schnann                   | Oberes Stanzertal (St. Anton – St. Christoph – St. Jakob – Schnann – Flirsch – Pettneu) | Hl. Rochus                          | Pfarrkirche Schnann                                                                                                  |      |
| Schönwies                 | Zams – Zammerberg – Schönwies                                                           |                                     | Pfarrkirche Schönwies Filialkirche Obsaurs                                                                           |      |
| See/Paznaun               |                                                                                         | Hl. Sebastian                       | Pfarrkirche See |      |
| Stanz bei Landeck         |                                                                                         |                                     | Pfarrkirche Stanz bei Landeck                                                                                        |      |
| Strengen                  |                                                                                         |                                     | Pfarrkirche Strengen                                                                                                 |      |
| Tobadill                  |                                                                                         | Hl. Magnus                          | Pfarrkirche Tobadill                                                                                                 |      |
| Zams                      | Zams – Zammerberg – Schönwies                                                           | Hl. Andreas                         | Pfarrkirche Zams Expositurkirche Falterschein, Kaplaneikirche Kronburg                                               |      |

## Dekanat Zams
Das Dekanat umfasst 20 Pfarren, zwei Exposituren und zwei Kaplaneien.

## Dekane
- seit 2007 Martin Komarek, Pfarrer in Landeck[1]